# うっちゃれ五所瓦
『うっちゃれ五所瓦』（うっちゃれごしょがわら）は、なかいま強による日本の高校相撲漫画、およびこれを原作としたOVA作品。『週刊少年サンデー』（小学館）にて、1988年19号から1991年29号まで連載された。なかいまが初めて同誌で連載した作品である。第35回（平成元年度）小学館漫画賞受賞。
2023年1月、『うっちゃれ五所瓦 粘り腰編』のタイトルで約30年ぶりに復活を果たす。『ビッグコミック』（同）にて、3号より連載されている。『うっちゃれ五所瓦』では高校相撲を題材としていたが、同作では大相撲が描かれている。

## あらすじ
プロローグ
かつては部員40〜50人を揃え、インターハイ四連続制覇をしていた武蔵山高校相撲部。その三年生部員 五所瓦 角は、今ではたった一人の相撲部員となりながらも稽古を怠ることはなかった。相撲を心から愛する彼は、栄光の相撲部に最後の花を添えるため、インターハイ団体戦で優勝できるメンバーを集めようとしていた。
五所瓦の誠意と熱意に、柔道インターハイ制覇した柔道部主将 清川薫、プロレスラー志望のレスリング部員 関内孝之、ハッタリとコケオドシを得意とする硬派の応援団員 難野一平、小心者だがチョンマゲの似合う巨漢の囲碁部 雷電五郎……といった個性的なメンバーが集結する。
黒島高校への出稽古
二連続インターハイ優勝している黒島高校に出稽古に出かけた五所瓦たちは、黒島相撲部のレギュラー達にあしらわれてしまう。しかし、個人戦に出ても毎回地区予選の一・二回戦で負けていた五所瓦であったが、実はその相手は黒島高校の高校横綱・田門であり、田門が最も苦戦し警戒していたのが五所瓦だったのだ。
即席チームながらも、五所瓦の熱意に応えるため一致団結し、インターハイ地区大会に望む。
インターハイ地区予選
春大会の準優勝校である南西実業、選手全員が著しく貧弱な体型で実力皆無の青春ヶ丘高校、二瓶の白星ハゲの強運ジンクスだけで勝ち続けている玄海学園、身長2ｍ20センチの丙馬を擁する杉田工業……といった個性的な敵チームを、自分たちの得意技を駆使して次々と破り、予選を勝ち進んでいく。
地区大会の本戦では、再戦することになり「出血により凶暴化した丙馬」を五所瓦にぶつけようとする杉田工業、関内と因縁のある元空手部の藤木がいる堀大附属、個人戦2位の小岩井を擁する神山産業……などの強敵が待ち受けるが、苦戦しながらも武蔵山高校は決勝まで勝ち進む。
一方、黒島高校の田門は、アルゼンチンからの留学生 アントニオを擁する和樽高校と対戦し、アントニオの繰り出す驚異のがぶり寄りと奇策に苦戦するも、吊り上げて投げ飛ばしてしまう。
決勝戦
決勝相手である黒島高校は、合同稽古で因縁のある相手であり、五所瓦を警戒する相撲部監督の神田の指示により、反則めいた手荒い方法を用いて、武蔵山高校を潰そうと画策する。
清川は腕の骨を折られながらも勝利し、難野は『張り手100連発』を喰らいながらも根性を見せるが反則負け、関内は肩を脱臼させられながらもブレーンバスターで勝利、 雷電はぶちかましで内臓破壊を狙ってくる相手をジャンプで躱すものの惜敗してしまう。
そして、ついに五所瓦と田門による大将戦が始まる。圧倒的な五所瓦のぶちかましのパワーにより、武蔵山の優勝かと思われたが、物言いが付いてしまい取り直しとなる。二戦目は、上手投げ対下手投げでの打ち合いとなり、内無双と裾取りによりもつれ込み、田門の勝利かと思われたが二度目の物言いとなる。
三戦目、五所瓦がアバラ骨を負傷していることに気づいた田門は、徹底して左脇を攻撃する。土俵際まで追い詰められた。五所瓦は、田門のマワシを掴んで釣り上げうっちゃりで決着をつけようとする。反撃しようとする田門の肘を、頭で受けた五所瓦はそのまま田門を投げ飛ばし、武蔵山高校は地区大会を制する。
エピローグ
主力選手3人がケガを負った武蔵山高校は、インターハイ全国大会を辞退。補欠出場した黒島高校は、個人戦・団体戦共に優勝して三連覇を達成する。骨折していた清川は、柔道部の全国大会に出場して二年連続制覇へと導く。脱臼の軽かった関内は、高校を中退してプロレスラーとして歩みだす。
そして、有終の美を飾った武蔵山相撲部は、五所瓦の卒業でその幕を閉じるかに思われた……。しかし、難野と雷電が引き続き相撲部に入部。そこに、新たな新入部員が2人も現れたところで、物語は終わりを告げる。

## 登場人物

### 武蔵山高校・相撲部
五所瓦角（ごしょがわら かく）
本作の主人公。武蔵山高校三年生、相撲部主将。武蔵山高校相撲部唯一の部員。大将。神奈川県出身。
不器用で誠実。若干の吃音があるため普段は口数も少ないが、相撲を愛する気持ちと勝負への情熱は誰にも負けない。過去二年のインターハイ個人戦では、いずれも地区予選の年の優勝者（黒島高校の田門泰造）と一・二回戦で対戦し敗退したために実績はないが、その田門に「対戦した中で最も手ごわかった相手」と言わしめる程の隠れた実力の持ち主。ダンベルで頭突きを鍛えており、その威力は驚異的。ただし部員不足で練習相手がいなかった為、まわしが取れず、まわしを取られると対処できないのが弱点であった。清川と関内との特訓である程度は補えられるようになった。更なる弱点は上述の通りの籤運の無さで、団体戦本選のトーナメントを決めるための籤引きでも黒島高校と初戦で戦うことになりかけた（回避した経緯は後述）。単行本10巻における難野の発言によると体重120kg。
高校卒業後保育士をしながら子供相撲の指導をし25歳で角界入りをする。『うっちゃれ五所瓦 粘り腰編』ではしこ名「五所瓦」として鈴滝部屋へ所属。夏場所後大関昇進となりしこ名を五所瓦から五所ノ海と改める。ケガに悩まされ何度か番付を大きく落としている。妻帯者。
清川薫（きよかわ かおる）
武蔵山高校三年生、柔道部主将。チームのまとめ役。先鋒。神奈川県出身。
男気に溢れる親分肌。五所瓦の「どうしても団体戦で優勝したい」という一途な気持ちに心打たれ、相撲部助っ人を賭けて五所瓦と道場で対戦し、場外まで押し出された後一本背負いで投げた。その対戦において自身の敗北を認識し、相撲という競技の底力に触れたことで、相撲部の助っ人を承諾する。柔道の腕前は二段、二年次でインターハイ優勝という実績を持つ実力者。土俵上でも柔道技で次々と相手を下すが、予選の3回戦で一本背負いをかけた際に相手の爪先が主審のベルトに引っ掛かり二人分の荷重に耐え切れず敗れたり、本選出場校決定戦でうっかり巴投げの体勢に入り敗れかけたりしたこともあった。主要キャラの中では現役の高校生とは思えぬ老け顔。単行本3巻における自己申告によると身長183cm。大会後は柔道部に復帰する。
『粘り腰編』では結婚し二人の子持ち。柔道を続けており前世界選手権100kg級として銀メダルを獲得し来年の五輪も見据えている。
難野一平（なんの いっぺい）
武蔵山高校一年生、応援部員。次鋒。神奈川県出身。神奈川県出身。
自称「硬派」で情に厚いが、どちらかと言うと姑息で勝つためには手段を選ばない。ハッタリとコケオドシやを何より得意とする。相撲部助っ人を賭けた五所瓦と清川の勝負を見て、その「硬派」な心意気に感動、相撲部助っ人に押しかける。あばらが浮き出たガリガリの体で、まわしを分厚く巻いた姿は爪楊枝に紙テープを巻いた独楽のようで他メンバーや観客から勝利は期待されていない（邪魔者扱いされることも）。ただし予選・本選全ての試合をきちんと見て研究しており、ハッタリや手段を選ばないやり方はふざけているわけでは無く、本人が勝つ為に必死に考えた結果であり、雷電に対戦相手の取り口を教え有効な対策を伝授するなど、勝負に対する真剣さは他メンバーにも負けない。予選の初戦以外はすべて敗退（しかも、唯一の勝利も相手が難野が撒いた塩の塊に足を滑らした結果）しており、反則負けも2回犯した。本選の決勝で後述する小林と対戦した際は、足の裏に押しピンを固定しスパイク代わりにし、まわしの間に醤油及び酢を入れた醤油差し（魚の形をしたもの）を忍ばせて臨み、立ち合いと同時に醤油を噴出させ小林の目を潰す戦略を試みるも不発、なす術がないままに張り手を連打されたものの意識朦朧の中、酢を噴出させ小林の目に的中、視界を失いバランスを崩した小林を足取りで土俵下に落とした。最終的には醤油差しが凶器と見なされ反則負けとなるが、その戦いぶりから他の仲間や観客からも認められた。なお、相撲部助っ人を賭け雷電と囲碁で対戦を持ちかけた際には五目並べの勝負とはぐらかしたり、団体戦本選のトーナメントを決めるための籤引きの際に五所瓦が黒島高校と初戦で対戦する籤を引きかけた所に乱入して別の籤を引き、初戦での対戦を回避したりするなど、ストーリーを進める上ではしばしば重要な役割を果たしている。単行本9巻における関内の発言によると身長162cm。大会後も相撲部に在籍はしている。
『粘り腰編』によると株式会社鳳凰本舗の営業社員として忙しい日々を送っている。独身。
関内孝之（かんない たかゆき）。
武蔵山高校一年生、レスリング部員。清川と並ぶチームのポイントゲッター。中堅。神奈川県出身。
口調や態度は軽薄だが、勝負に対しては真摯に取り組む。優れた格闘センスの持ち主で、レスリングの実力は高いものの、プロレスラー志望のためアマレスに物足りなさを感じており、自分より強い相手を求めて相撲部助っ人になり、土俵上で様々なプロレス技を展開して白星を積み重ねる一方、本選出場校決定戦でジャーマンスープレックスがすっぽ抜けて敗れたこともある。ファイトスタイルはストロングスタイル。後述する堀大附属の藤木とは同じ中学の出身でもあり、また一生物の怪我を負わせてしまった因縁の仲。大会後はプロレス団体の試験を受けて合格。武蔵山高校を中退してプロレスラーとして歩み始める。
『粘り腰編』では「WARRIORSプロレス」のマスクマンMTM(匂玉マスク)としてプロレスラーになっていたが第2話でマスクを脱ぎ素顔のレスラーとして出場することを誓う。
雷電五郎（らいでん ごろう）
武蔵山高校二年生、囲碁部員。副将。通称「ゴロちゃん」。
強そうな名前とその巨体だけを理由に、難野に無理やり相撲部助っ人にさせられた。名前を聞いた関内からは「神様が相撲やんなさいって言ってるようなもの」と言われている。気弱なため、チームで唯一難野に押されている。身体能力は乏しいが、難野に授けられた奇策（相手に腋臭を嗅がせたり、その巨体で押しつぶしたりする）により勝利することもあり、大会では予選で通算3勝を挙げた。敗れた取組も関内いわく「おまえ（難野）よりは1万倍マシ」と巨体を活かし善戦することも多い。奇策の一つとして、入部直後に難野に髷を結わされた。本来の囲碁の段位は二段とかなりのもの。大会後は囲碁部と掛け持ちながら相撲部に在籍している。
粘り腰編では神奈川県警巡査長となり交番勤務をしている。独身。

### 武蔵山高校の関係者
佐久間（さくま）
武蔵山高校三年生、レスリング部主将。
名門であるアマチュアレスリング部の主将で、五所瓦からもその実力は認められている。しかし五所瓦からの誘いを鼻で笑い拒絶している。当初、部員であった関内からは「ケツの穴が小さい」と馬鹿にされているが、黒島戦で苦戦している関内に対して叱咤激励した。
梅木（うめき）
武蔵山高校レスリング部員。上級生だが、実力で関内に劣った為に補欠にされたことを恨んでいる。
レスリング部の監督
武蔵山高校レスリング部監督。
どちらかというとかなり若く、実力重視でレギュラーを決めるタイプ。主将の佐久間と関内を代表に選出した。
石井（いしい）
武蔵山高校、柔道部員。清川と親しい。その他の柔道部員の代表とも言える人物。小学校時代から清川のことを知っており、清川に憧れて柔道を志した。
長谷川清
武蔵山高校柔道部部長。メガネをかけた白髪交じりの壮年の男性。五段で国体優勝経験もあるらしい実力者。教え子を信頼し、その意思を尊重している様子。
応援団員の面々
武蔵山高校応援団員。非常にぬるく軟派だが難野の退部の際に落とし前を要求するなど変なところで形式を重んじている。臆病で情けない集団だが、黒島戦で苦戦している難野に対して叱咤激励した。
囲碁部の面々
武蔵山高校囲碁部員の面々。雷電をゴロちゃんと呼んでいる。黒島戦ではアントニオと一緒に相撲部を応援した。

### 黒島高校
ここ数年、高校相撲の王者となっている私立校。全国から素質ある選手が集まっており、団体戦メンバーは「よそのチームの大将格と同じ」と五所瓦が評しているほどの強者揃い。実力だけでも圧倒的だが、さらに「個人戦で有力選手を潰す」などの卑劣な策略を弄する手段を選ばないダーティーな一面もある。五所瓦もこのチームとは合同稽古をさせてもらっているので、一応は顔見知りである。
田門泰造（たもん たいぞう）
黒島高校三年生。黒島高校相撲部主将。
過去二年連続インターハイ個人戦で優勝している無敗の高校横綱。五所瓦は田門をライバル視して、その実力も認めている。五所瓦を完膚なきまで叩き潰すため、彼のぶちかまし対策に「吊るした丸太を身体で止める」という尋常でない稽古を自らに課す努力家だが、性格は冷酷かつ残忍で、味方からも顧問の神田と合わせて「ダーティーコンビ」と言われている。ただでさえ圧倒的な力を持ちながら話術等で相手の精神を揺さぶることもできる。敵は勿論味方に対しても酷薄。常に仏頂面で堂々とした振る舞いをしている。
大学に入学し1年から4年まで学生横綱を務める。その後角界へ入り19回の優勝を誇る大横綱となっている。しこ名は同じ。「ようやく俺の下まで上がってきたか」「(そこで)うっちゃれ」「ここで押し出されれば所詮二流」など五所ノ海のことを気にかけている。荒大黒部屋所属。なお、勝利に対する姿勢は少年時代、父親の源造から『勝つというのは、相手が二度と自分に挑む気にならなくなるまで打ちのめすことだ』と言われたことが切っ掛けで、自身に挑み続ける五所ノ海には「まだ勝っていない」と考えている。
庄司（しょうじ）
黒島高校三年生。黒島高校相撲部団体戦メンバー副将。
四角い風貌をしている。内臓破裂をさせる自信があるといわれるぶちかましを得意とする。初期から登場しているが、得意技、名前など決勝戦まで明らかにされなかった人物。
東（ひがし）
黒島高校三年生。黒島高校相撲部団体戦メンバー中堅。
六角形の頭に彫りの深い険しい顔立ち。初期から登場しているが、話が進むたびに耳が尖り無口になるなど外見･性格共に変わっている。相手の肩を外す関節技が得意だが、決勝戦では互いの関節を外し合うレスリング勝負に持ち込まれて関内に敗北。その後田門には冷酷な言葉を浴びせられ、神田には外れた関節を引っ張る制裁を受けた。
コミックス9巻では「あずま」であったが、11巻からは「ひがし」になっており、その後の愛蔵版でも変更はされていない。
小林（こばやし）
黒島高校三年生。黒島高校相撲部団体戦メンバー次鋒。
メンバー随一の長身（192cm）と懐の深さを持つが、作中では長身を活かした張り手百連発を駆使する。合同稽古では関内、難野、雷電を破った後に五所瓦に圧倒されて敗北。本選では終始、難野を圧倒していたが、上述する経緯で逆転され土俵下で失神。結果的に反則勝ちとなったものの神田の強い怒りに触れた（折檻の内容は描写されなかった。）。
久木崎（くきざき）
黒島高校三年生。黒島高校相撲部団体戦メンバー先鋒。
岩石のようなゴツい顔立ち。五所瓦の鉄頭ほどではないがかなり硬い頭による頭突きと田門も認める怪力を駆使して戦う。
合同稽古では五所瓦と対戦して苦しめるもののその底力の前に敗退。本選ではその怪力で清川の腕を折るが、清川によって脳震盪を引き起こされて敗退。その後神田によって激しい折檻を受ける羽目になる。
神田八十次（かんだ やそじ）
黒島高校の数学教師で強豪相撲部顧問・監督。いつもジャージ姿で下駄履き、竹刀を持ち歩く。禿げた頭と厳つい風貌ではあるが、42歳。
選手の育成能力、対戦相手への分析眼など相撲部の監督としての能力は非常に優秀。五所瓦の実力を見抜き認めていた数少ない一人でもある。自校の勝利のためには悪辣な術策を平気で用いたりと手段を選ばないために「ダーティー神田」と教え子から恐れられている。五所瓦たちの活躍に対しての驚き役でもある。難野とは初対面の時のやりとりから色々あったためか「殺してもいい」と教え子に命ずるほどの因縁の間柄。
『粘り腰編』では定年で教師を辞職しアマチュア相撲協会の役員となっている。五所ノ海の元を訪れ「田門を倒してくれ。負ければ田門はより一層強くなれる。それが出来るのはお前だけ」と檄を飛ばしお願いをしている。
菊里（きくさと）
黒島高校相撲部員。他部員とのやり取りから下級生と見られる。
眉毛の薄い厳つい顔立ち。補欠選手だが「次期レギュラー候補」と目されている実力者。しかし個人戦のメンバーには漏れている。
合同稽古の時に五所瓦が予想外の実力者を揃えたことを察した神田の命令で清川と対戦し、敗北したが「同体」とされて試合上は引き分け。柔道選手の清川を挑発したことがある。
手島（てじま）
黒島高校相撲部員。
関内に「間抜け面」と評された顔立ち。ダーティーな戦い方を心得ているが、合同稽古の時は関内に敗退。
県大会では団体メンバーではないが、個人戦メンバーには選出されている。神田の策略（消毒薬を入手する口実）で頭突きを喰らったこともある。

### 杉田工業
春大会では予選リーグ敗退だったが、丙馬の加入から躍進を遂げる。作中においては、予選リーグにて11勝4敗同士で武蔵山と本選出場校決定戦を戦い敗退したものの、本戦に出場して武蔵山高校と対戦する予定だった吉田高校の選手が集団食中毒を発症し棄権した為に急遽繰り上げ出場が決定、本選で武蔵山高校と再戦し、敗退となっている。
丙馬 一郎（ひのえうま いちろう）
杉田工業高校一年生。
2m20cm、160kgの巨体とパワーを持ちながらもノミの心臓の持ち主。その長身から繰り出す叩き込み（ジャイアントハエ叩きと呼ばれる）とパワーで一年生ながら大将を任されている。また、血を見ると気絶するが、複数回見るとキレて凶暴化する。本選出場校決定戦及び本選では五所瓦と壮絶な取組を見せた。また、個人戦では4強入りを果たすも、田門に敗れている。
その他のレギュラーは、先鋒・梅田（うめだ）、二陣・石井（いしい）、中堅・佐々木（ささき）、副将・米本（よねもと）。決定戦と再戦で石井と米本の顔が入れ替わっている。

### 玄海学園
予選リーグ第三戦で武蔵山と対戦するまで勇み足・腰砕けをはじめとする「拾った白星」によって無敗を続けていた異色の学校。二陣・二瓶の十円ハゲが「白星ハゲ」と呼ばれ、これに触れることで棚ぼた的に白星が舞い込んでくるとして部員の間でジンクスと見なされていた。難野の奇策により二瓶の十円ハゲが黒く染められた際はそのジンクスが通じなくなり、直後の対戦では関内に敗れ、黒く染めていたマジックインキが除去された（上述の神田が消毒薬を入手した目的はこのことにあった）後は雷電に物言いの末勝利。しかし五所瓦には（影響こそ及ぼしたものの）ジンクスを払拭され敗北した。予選では当該2敗以外はすべて勝利だったものの、本戦では準々決勝にて小岩井率いる神山産業に1勝4敗で敗退している。
二瓶（にへい）
玄海学園相撲部。言葉遣いからおそらくは下級生。礼儀正しい好青年。
その他のレギュラーは、先鋒・神野（じんの）、中堅・山佐（やまさ）、副将・河野（こうの）、大将・田所（たどころ）。

### 堀大附属
関内と因縁のある藤木の通う高校。相撲部は一応は8強入りをしているが、大会の観客からは地味で人気が無いと言われている、予選は14勝1敗で通過。本戦では準々決勝で武蔵山と対戦。文字通り、関内と藤木の遺恨試合となった。
藤木（ふじき）
堀大附属高校一年生。関内と同じ中学の出身。いつもマムシドリンクを飲んでいる。
元は空手をやっていたが、関内との異種格闘の野良試合で（不可抗力ではあるが）顔に大怪我を負い鼻から下が変形する後遺症も残っており、そのことで関内を激しく憎悪している。物事を成し遂げるには手段を選ばない。相撲部に入部した理由は「怪我の治療によって志望校を受験できず、退院後に欠員補充で合格し入学した高校に空手部が無かったため仕方なく」。相撲部では補欠である（しかし初戦では二陣に入って一緒に勝利を喜び分かち合っている）。
今西（いまにし）
堀大附属相撲部主将（大将）。個人戦では16強。
個人戦ではベスト16で丙馬と、団体戦の武蔵山高校戦（ベスト8）では五所瓦と対戦。しかし双方ともロクに試合描写もされずあっさりと敗退している。関内や藤木から夜郎自大ぶりを馬鹿にされるが、相撲に関しては真剣で、藤木の暴挙には激怒していた。
その他のレギュラーは、先鋒・秋本（あきもと）、二陣・五味（ごみ）、中堅・渋井（しぶい）、副将・細井（ほそい）。武蔵山高校との対戦では、藤木の策略により渋井が棄権し藤木が中堅で出場した。

### 神山産業
「ナンバー2」小岩井を擁するチーム。予選は12勝3敗で通過。
小岩井 一（こいわい はじめ）
神山産業の主将（大将）。個人戦では準優勝をしている「ナンバー2」。全国でも8強には入る実力者。いくつかの相撲部屋からも誘いが来ているという。しかし、作中では個人戦準決勝でアントニオに翻弄されて敗退、団体戦本選準決勝でも五所瓦の前に頭突き一発で気絶させられ、黒島の神田からは五所瓦の実力を測る為の捨て石扱いにされるなどいい所なく敗れ、扱いは不遇。単行本10巻における観客の発言によると体重210kg。
その他のレギュラーは、先鋒・松下（まつした）、二陣・奥山（おくやま）、中堅・小島（こじま）、副将・篠田（しのだ）。

### 和樽高校
元は無名のチームだったが、アルゼンチンからの留学生・アントニオの加入で躍進したチーム。予選は12勝3敗で通過。本戦では準決勝にて黒島と対戦し、力の差を見せ付けられて敗北。武蔵山とは一度も対戦していない。アントニオ以外のチームの選手の名前はお笑い芸人をモチーフにしている。（先鋒・花紀、二陣・岡、中堅・間など）
アントニオ・マロセロ
アルゼンチンからの留学生で、母親は大阪出身の日本人。そのため、関西弁ながらも日本語はペラペラ。無名に近かった和樽高校相撲部を引っ張る。
がぶり寄りと奇策で相手を追い詰め、個人戦決勝戦や団体戦準決勝の大将戦では二度も田門を敗北寸前まで追い詰めた。
陽気な性格で策士ではあるが卑劣ではない。しかし、かなり根に持つ一面もある。

### 南西実業
春大会の準優勝チーム。大将・草津（くさつ）は春の個人戦３位の強豪。予選リーグ初戦にて武蔵山と対戦し、まさかの全敗。これによって決勝への道は閉ざされた。
その他のレギュラーは、先鋒・前島（まえじま）、二陣・吉野（よしの）、中堅・司（つかさ）、副将・白山（しろやま）。

### 青春ヶ丘高校
レギュラー選手の名前は、先鋒・一文字（いちもんじ）、二陣・風間（かざま）、中堅・白鳥（しらとり）、副将・花形（はながた）、大将・一条（いちじょう）。
応援の掛け声は非常に達者であるが、全員が難野と同じ位の貧弱な体型で、相撲の実力は皆無。
予選リーグ第二戦の武蔵山との対戦において、二陣の風間が難野に勝利を上げるまで、全ての大会で負け続けていた。なお、武蔵山との対戦では一文字が清川にぶつかるも微動たりともせず片手で放り投げらた挙げ句に口に見合わない稽古の怠慢を叱責され、風間が難野の廻しを押し続けていたらいつの間にか廻し後部に土が付いて初勝利、白鳥が関内にぶつかり土俵際に追い詰めたかと思いきや実は関内の演技に過ぎず逆さ吊りにされてパイルドライバーを喰らい失神した挙げ句に格闘技を生半可な気持ちでやっている旨を脅しを伴って叱責され、花形は土俵に上がった雷電の巨体と（難野が雷電の顔にセロテープを貼ったことによって）吊り上がった目・への字口に怯み取組を行わずに逃走し、雷電及び五所瓦は不戦勝となった。

### その他関係者
瀬戸（せと）
押売新聞のスポーツ担当記者。七三分けの髪型とメガネが特徴。高校相撲を担当して12年から13年のベテランだが、五所瓦のことは知らなかった。
辺母木（へもぎ）及び武蔵山高校相撲部OB
武蔵山高校卒業後に運送業に就業している辺母木は、大会当日の業務中に会場付近を車で通りかかり見物に赴いたところ、本選決勝の中堅戦（関内対東）が行われており、五所瓦たちの活躍を知り、他のOBに緊急連絡。大将戦（五所瓦対田門）の2回目の取り直しの際にはOB 有志が揃い、五所瓦にエールを送った。
松竹梅
杉田工の生徒で悪名をとどろかせている不良生徒で留年している3人組。相撲部入部前の丙馬に絡んで苛めていたが、凶暴化した丙馬に逆襲されて入院するはめに。
観客
特定の人物ではないが、なかいま強作品によく見られる演出として、観客の応援、驚き、感嘆などのセリフが、ト書きや独白では説明的になる部分を担当することで、会場が一体となった雰囲気を作り上げる。

### 『うっちゃれ五所瓦 粘り腰編』
鈴滝秀三（すずたき ひでぞう）
鈴滝部屋の親方。五所ノ海の相撲を「つまらん」と言いつつ取り組みの流れには一喜一憂しているが、彼が見に来ると部屋の力士が負けるジンクスが生まれつつある。
鈴滝秀子（すずたき ひでこ）
鈴滝部屋の女将さん。親方よりしっかり者で、部屋の力士を可愛がっている
田部谷（たべや）、三沢（みさわ）、北島（きたじま）、佐武尊（さむそん）
鈴滝部屋所属の力士たち。
八神親方（やっかみ おやかた）
鈴滝部屋の部屋付き年寄り。元関脇朝少将（あさしょうしょう）。
米盛稲作（よねもり いなさく）
鈴滝部屋の床山。床稲。
五所瓦絃（ごしょがわら いと）
五所瓦の妻。看護師。
五所瓦織（ごしょがわら おり）
五所瓦の長女。
五所瓦 富士子（ごしょがわら ふじこ）
五所瓦の母。孫の世話を手伝うために上京しており、息子の取り組みには嫁と共に一喜一憂している。
北真熊（きたまぐま）
西横綱。横綱ではあるが多門に勝てず、夢にうなされるほど苦手意識がある。悪夢を見ると寝ながら暴れるので、妻も長いこと同衾してくれない。
大太刀親方（おおたち おやかた）
解説。非常に毒舌で力士をディスりまくり、何故仕事が続いているのか不思議な人。
荒大黒親方（あらおおぐろ おやかた）
田門が所属している荒大黒部屋の親方。

## 書誌情報
- なかいま強『うっちゃれ五所瓦』小学館〈少年サンデーコミックス〉、全12巻
  1. 1988年8月18日発売[6]、ISBN 4-09-122151-3
  2. 1988年9月17日発売[6]、ISBN 4-09-122152-1
  3. 1989年3月18日発売[6]、ISBN 4-09-122153-X
  4. 1989年8月18日発売[6]、ISBN 4-09-122154-8
  5. 1989年12月14日発売[6]、ISBN 4-09-122155-6
  6. 1990年4月18日発売[6]、ISBN 4-09-122156-4
  7. 1990年8月18日発売[6]、ISBN 4-09-122157-2
  8. 1990年12月13日発売[6]、ISBN 4-09-122158-0
  9. 1991年4月18日発売[6]、ISBN 4-09-122159-9
  10. 1991年6月18日発売[6]、ISBN 4-09-122160-2
  11. 1991年7月18日発売[6]、ISBN 4-09-122611-6
  12. 1991年8月9日発売[6]、ISBN 4-09-122612-4
- なかいま強『うっちゃれ五所瓦』小学館〈少年サンデーコミックスワイド版〉、全6巻
  1. 1995年1月初版発行[7]、ISBN 4-09-123851-3
  2. 1995年3月初版発行[8]、ISBN 4-09-123852-1
  3. 1995年5月初版発行[9]、ISBN 4-09-123853-X
  4. 1995年7月初版発行[10]、ISBN 4-09-123854-8
  5. 1995年9月初版発行[11]、ISBN 4-09-123855-6
  6. 1995年11月初版発行[12]、ISBN 4-09-123856-4
- なかいま強『うっちゃれ五所瓦』小学館〈小学館文庫〉、全6巻
  1. 2002年6月15日発売[13]、ISBN 4-09-193391-2
  2. 2002年6月15日発売[14]、ISBN 4-09-193392-0
  3. 2002年8月10日発売[15]、ISBN 4-09-193393-9
  4. 2002年8月10日発売[16]、ISBN 4-09-193394-7
  5. 2002年10月16日発売[17]、ISBN 4-09-193395-5
  6. 2002年10月16日発売[18]、ISBN 4-09-193396-3
- なかいま強『うっちゃれ五所瓦 粘り腰編』小学館〈ビッグコミックス〉、既刊7巻（2025年6月30日現在）
  1. 2023年6月29日発売[19]、ISBN 978-4-09-861726-5
  2. 2023年10月30日発売[20]、ISBN 978-4-09-862610-6
  3. 2024年2月29日発売[21]、ISBN 978-4-09-862714-1
  4. 2024年6月28日発売[22]、ISBN 978-4-09-862783-7
  5. 2024年10月30日発売[23]、ISBN 978-4-09-863075-2
  6. 2025年2月28日発売[24]、ISBN 978-4-09-863208-4
  7. 2025年6月30日発売[25]、ISBN 978-4-09-863448-4

## OVA
- うっちゃれ五所瓦、発売：1991年10月25日

### スタッフ
- 監督：小沢一浩
- 監修：関田修
- 原作：なかいま強
- 脚本：広瀬襄
- 撮影監督：九鬼四郎
- 美術監督：地蔵本拓嗣
- キャラクターデザイン：梶谷光春
- 作画監督：梶谷光春
- 美術デザイン：加藤浩

### キャスト
- 中村大樹･･･五所瓦
- 龍田直樹･･･難野
- 辻谷耕史･･･関内
- 沢木郁也･･･雷電
- 郷里大輔･･･清川
- 塩屋浩三･･･神田
- 松本保典･･･田門
- 大滝進矢
- 小杉十郎太
- 白鳥由里･･･女生徒A
- 浅野典子･･･女生徒B